# Susan Hanson
Susan E. Hanson, née le 31 mars 1943, est une géographe américaine spécialiste du lien entre genre, travail et transport, ainsi que des approches savantes féministes. Elle est professeure émérite à la Graduate School of Geography de l'université Clark.

## Biographie
Hanson étudie au Middlebury College (Vermont) de 1960 à 1964 pour son premier cycle universitaire, puis part en tant que Peace Corps au Kenya. Elle réalise ensuite un doctorat à l'Université Northwestern (Illinois) de 1967 à 1973. Entre 1972 et 1980, Hanson est titularisée à l'Université d'État de New York à Buffalo où elle travaille aux départements de géographie et de sociologie. En 1981, elle prend ses fonctions à l’université Clark (Massachusetts), où elle dirige longtemps le département de géographie.
En 1991, elle devient la deuxième femme présidente de l'American Association of Geographers, 70 ans après Ellen Churchill Semple en 1921,.
Elle est également éditrice de quatre revues de géographie : Urban Geography, Economic Geography, The Annals of the Association of American Geographers et The Professional Geographer.
Victoria Lawson explique que la carrière de Hanson « est un exemple stimulant d'un collage d'expériences de vie tissées, de recherche de fond, de valeurs féministes et de pratiques professionnelles progressistes ». En 2010, Marianna Pavlovskaya écrit que Hanson « est l'un des universitaires les plus accomplis de la géographie américaine aujourd'hui ».

## Honneurs et récompenses
Hanson reçoit une bourse Guggenheim en 1989.
Elle est nommée membre de l'Association américaine pour l'avancement des sciences en 1991.
En 1999, elle reçoit la Van Cleef Memorial Medal (en) de la Société américaine de géographie, une médaille décernée aux chercheurs dans le domaine de la géographie urbaine.
En 2000, elle devient la première femme géographe à être élue à la fois à l'Académie nationale des sciences et à l'Académie américaine des arts et des sciences.
Lors de la conférence de 2008 à Boston de l'Association of American Geographers, trois panels sont consacrés à honorer sa contribution à la discipline, et cinq des articles présentés sont ensuite publiés en 2010 dans un numéro de Gender, Place & Culture: A Journal of Feminist Geography (en) qui lui est consacré.
Elle reçoit en 2015 le Stanley Brunn Award for Creativity in Geography de l'American Association of Geographers, qui lui décerne également le Lifetime Achievement Honor en 2003.
Elle est présidente du comité Transportation Research Board's (en), division de la National Academies of Sciences, Engineering, and Medicine.

## Principales publications

### Ouvrages
- (en) Susan Hanson et Genevieve Giuliano, The geography of urban transportation, New York, Guilford Press, 2017 (1re éd. 1986) (ISBN 978-1-59385-055-5)
- (en) Susan Hanson et Geraldine Pratt, Gender, work, and space, London, Routledge, 1995 (ISBN 1-59385-055-7)
- (en) Susan Hanson (ed.), Ten geographic ideas that changed the world, New Brunswick, N.J., Rutgers University Press, 1997 (ISBN 0-8135-2356-7)
- (en) Susan Hanson, Geography, Gender, and the Workaday World, vol. 6, Stuttgart, Franz Steiner Verlag, coll. « Hettner Lectures », 2003 (ISBN 9783515083690)
- (en) Susan Hanson et Mei-Po Kwan, Transport: Critical Essays in Human Geography, Aldershot, Ashgate, 2008 (ISBN 9780754627036)
- (en) Yuko Aoyama, James T Murphy et Susan Hanson, Key Concepts in Economic Geography, London, Sage, 2011 (ISBN 9781847878953)

### Articles
- (en) Janice Monk et Susan Hanson, « On not excluding half of the human in human geography », The Professional Geographer, vol. 34, no 1,‎ 1982, p. 11–23 (DOI 10.1111/j.0033-0124.1982.00011.x)
- (en) Hanson et Pratt, « Reconceptualizing the Links Between Home and Work in Urban Geography », Economic Geography, vol. 64, no 4,‎ 1988, p. 299–321 (DOI 10.2307/144230, JSTOR 144230)
- (en) Hanson et Pratt, « Job Search and the Occupational Segregation of Women », Annals of the Association of American Geographers, vol. 81, no 2,‎ 1991, p. 229–253 (DOI 10.1111/j.1467-8306.1991.tb01688.x)
- (en) Pratt et Hanson, « Geography and the construction of difference », Gender, Place & Culture, vol. 1, no 1,‎ 1994, p. 5–29 (DOI 10.1080/09663699408721198)